# Florian Huber (Historiker)
Florian Huber (* 1967 in Nürnberg) ist ein deutscher Historiker und Fernsehredakteur.

## Leben
Florian Huber studierte Geschichte und Volkswirtschaftslehre in München, Freiburg, Köln und Orlando und wurde 2006 am Fachbereich Sprach- und Literaturwissenschaft der Universität Osnabrück mit einer Studie zur britischen Umerziehungspolitik in Deutschland zum Dr. phil. promoviert. Er war einige Jahre Redakteur beim NDR und produziert seit 2007 als selbständiger Autor und Regisseur Dokumentarfilme.
Huber war Regisseur und Drehbuchautor der im Februar 2024 veröffentlichten ZDF-Dokumentationsreihe Putins Krieger.

## Publikationen
- Rolf-Dieter Müller: Der Bombenkrieg 1939–1945. Unter Mitarbeit von Florian Huber und Johannes Eglau. Links, Berlin 2004, ISBN 3-86153-317-0.
- Re-education durch Rundfunk. Die Umerziehungspolitik der britischen Besatzungsmacht in Deutschland am Beispiel des NWDR 1945–1948. Hans-Bredow-Institut, Hamburg 2006, urn:nbn:de:gbv:700-2006091310 (Dissertation, Universität Osnabrück, 2006).
- Meine DDR. Leben im anderen Deutschland. Das Buch zur Fernsehserie. Rowohlt, Berlin 2008, ISBN 978-3-87134-615-6.
- Schabowskis Irrtum. Das Drama des 9. November. Rowohlt, Berlin 2009, ISBN 978-3-644-10401-3
- Kind, versprich mir, dass du dich erschießt. Der Untergang der kleinen Leute 1945. Berlin-Verlag, Berlin 2015, ISBN 978-3-8270-1247-0.
- Hinter den Türen warten die Gespenster – Das deutsche Familiendrama der Nachkriegszeit. Berlin Verlag, Berlin 2017, ISBN 978-3-8270-1331-6.

- Rache der Verlierer. Die Erfindung des Rechtsterrors in Deutschland. Berlin Verlag, Berlin 2020. ISBN 9783827014122

## Auszeichnungen
- 2009: Deutscher Journalistenpreis für Luft- und Raumfahrt[1]
- 2013: Silbermedaille in der Kategorie Best Docu Drama beim New York Festival für Vom Traum zum Terror – München 1972
- 2013: Platinum Remi beim Worldfest International Festival in Houston für Vom Traum zum Terror – München 1972